# Bergholtzzell
Bergholtzzell je občina v departmaju Haut-Rhin francoske regije Alzacija.
Leta 2011 je v občini živelo 453 oseb oz. 198 oseb/km².